# Julio César Cortés
Julio César Cortés, vollständiger Name Julio César Cortés Lagos und teils auch als Julio Cortez geführt, (* 29. März 1941; † 24. Juli 2025) war ein uruguayischer Fußballspieler und Trainer.

## Spielerkarriere

### Verein
Der El Pocho genannte Cortés stammte aus der Nachwuchsmannschaft (Cuarta) Peñarols und spielte nach der Zwischenstation Sud América zu Beginn seiner Karriere 1962 beim Club Atlético Cerro. Dort war er auch noch Mitte des Jahres 1963 unter Vertrag, als er mit der Albiceleste an der internationalen Tournee des Clubs durch Europa, die Sowjetunion und Afrika von Mai bis Juli jenes Jahres teilnahm. Nach Engagements bei Gimnasia y Esgrima La Plata und Rosario Central (1965) wechselte Cortés im Zuge des Sasía-Transfers zurück nach Montevideo und stand von 1966 bis 1971 in Reihen Peñarols. In diesem Zeitraum wurden die Aurinegros in den Jahren 1967 und 1968 jeweils uruguayischer Meister und holten 1971 die Copa Montevideo. Zudem gewannen Cortés mit seinen Mitspielern 1966 in den Final- bzw. Entscheidungsspielen gegen River Plate die Copa Libertadores und gegen Real Madrid den Weltpokal. In der Elf des Jahres 1966 bildete der vielseitige Cortés, gemeinsam mit „Schlüsselspieler“ Pedro Rocha die sogenannten Volante-Positionen besetzend, einen entscheidenden, das Spieltempo beeinflussenden Umschaltpunkt im Spiel der Aurinegros.
1970 unterlag seine Mannschaft erst in den Finalspielen der Copa Libertadores, in denen Cortés jedoch im Gegensatz zu den zuvor erwähnten Finalspielen nicht zum Einsatz kam.

### Nationalmannschaft
Der Mittelfeldspieler war Mitglied der uruguayischen Fußballnationalmannschaft, mit der er an den Fußball-Weltmeisterschaften 1962, 1966 und 1970 teilnahm und in elf Partien (1/4/6) eingesetzt wurde. Insgesamt absolvierte er vom 2. Mai 1962 bis zum 20. Juni 1970 30 Länderspiele, bei denen er insgesamt drei Treffer erzielte.

## Trainerlaufbahn
Nach der aktiven Karriere ist Cortés als Trainer tätig. In dieser Funktion arbeitete er zunächst bei Cobán Imperial. Mit Deportivo Suchitepéquez, wo er ab 1983 wirkte, wurde er sodann 1983 Guatemaltekischer Meister. Die Copa de Verano 1984/85 gewann er anschließend mit Juventud Retalteca. Als Trainer der guatemaltekischen Nationalmannschaft nahm er an den Panamerikanischen Spielen 1987 teil und erreichte zudem mit der Nationalelf die erste Qualifikationsrunde für die Olympischen Spiele 1988. 1993 hatte er das Traineramt bei Deportivo Saprissa inne. Im Mai 2000 übernahm er abermals die Position des Nationaltrainers und löste damit seinen Landsmann Carlos Miloc ab. Mit den Guatemalteken gewann er im Folgejahr die VI. Copa Naciones UNCAF. Auch im Februar 2003 während der Qualifikation zum Gold Cup 2003 hatte er dieses Amt noch inne.
Weitere von ihm im Laufe der Zeit trainierte Vereine waren Comunicaciones, Xelajú, Azucareros und Aurora FC. Im Juni 2004 unterschrieb er bei CD Águila und wurde bereits am 11. Spieltag entlassen. Seine Bilanz wies den Gewinn von lediglich 36 % aller potentiell zu gewinnenden Punkte auf.
Ab März 2005 übernahm er bei Deportivo Jalapa die Verantwortung. In jenem Jahr verstarb auch die Frau von Cortés. Im Juli 2007 saß er in Costa Rica bei San Carlos als verantwortlicher Übungsleiter auf der Trainerbank.

## Sonstiges
Cortés’ Neffe Fabricio Benítez ist ebenfalls als Fußballer in Guatemala tätig.

## Erfolge

### Als Spieler
- 1× Copa Libertadores: 1966
- 1× Weltpokal: 1966
- 2× Uruguayischer Meister: 1967 und 1968

### Als Trainer
- 1× Guatemaltekischer Meister: 1983
- VI. Copa de Naciones de la UNCAF: 2001